# Zamek Królewski w Łęczycy
Zamek Królewski w Łęczycy – budowla obronna w Łęczycy, wzniesiona przez króla Kazimierza Wielkiego. Nie jest znana dokładna data rozpoczęcia budowy zamku i jej zakończenia. Początek prac budowlanych mógł mieć miejsce już niedługo po roku 1345, kiedy to ziemia łęczycka należała jeszcze do księcia Władysława Garbatego, jednak nie była już jego główną siedzibą. Król Kazimierz Wielki, naturalnie w porozumieniu z księciem, mógł już wówczas przystąpić do realizacji założenia obronnego.

## Opis
Zamek stanął na sztucznym wzniesieniu otoczonym fosą, która zasilana była wodami przepływającej niedaleko rzeki Bzury. Niemal w całości został zbudowany z czerwonej cegły, osadzony na kamiennych fundamentach. W pierwotnej wersji warownię usytuowano na planie czworokąta o wymiarach 43x44x59x66 m i łącznej powierzchni 2600 m². Całość otoczona była murem o wysokości 10 m, z potężną, zwieńczoną blankami, ośmiokątną wieżą w południowo-zachodnim narożu (Wieża Szlachecka). Na zachodniej ścianie znajdowała się czworoboczna wieża bramna, z więzieniem w dolnej części i pomieszczeniem dla straży nad bramą. Pierwotnym budynkiem mieszkalnym znajdującym się na dziedzińcu zamkowym była trzykondygnacyjna budowla zwana "Domem starym", przylegająca do wschodniej i południowej części murów (w chwili obecnej, w tym miejscu znajduje się wzniesiona w końcu XVIII wieku Prochownia). W dolnych salach Domu Starego odbywały się posiedzenia Rady Królewskiej, a w późniejszych czasach sądu grodzkiego. Wyżej, na piętrze znajdował się spichlerz oraz zbrojownia. Około 1563 roku do wieży bramnej od północy, wzdłuż zachodniego muru obronnego, dobudowano nowy budynek mieszkalny, zwany "Domem Nowym". W 1964 roku rozpoczęto prace remontowe mające na celu zabezpieczenie konstrukcji "Domu Nowego" oraz dobudowanie nowego piętra z poddaszem w północno-zachodniej części. "Dom Nowy" połączono z nową wieżą bramną, o wymiarach 8x16 m i wysokości ok. 18 metrów.  Prace konserwatorskie objęły także pełną odbudowę Wieży głównej i części murów obronnych (od strony zachodniej). Na zamku mieści się obecnie Muzeum w Łęczycy. W 1997 roku przeprowadzono wstępne badania archeologiczne w pobliżu domniemanej baszty. 

## Historia

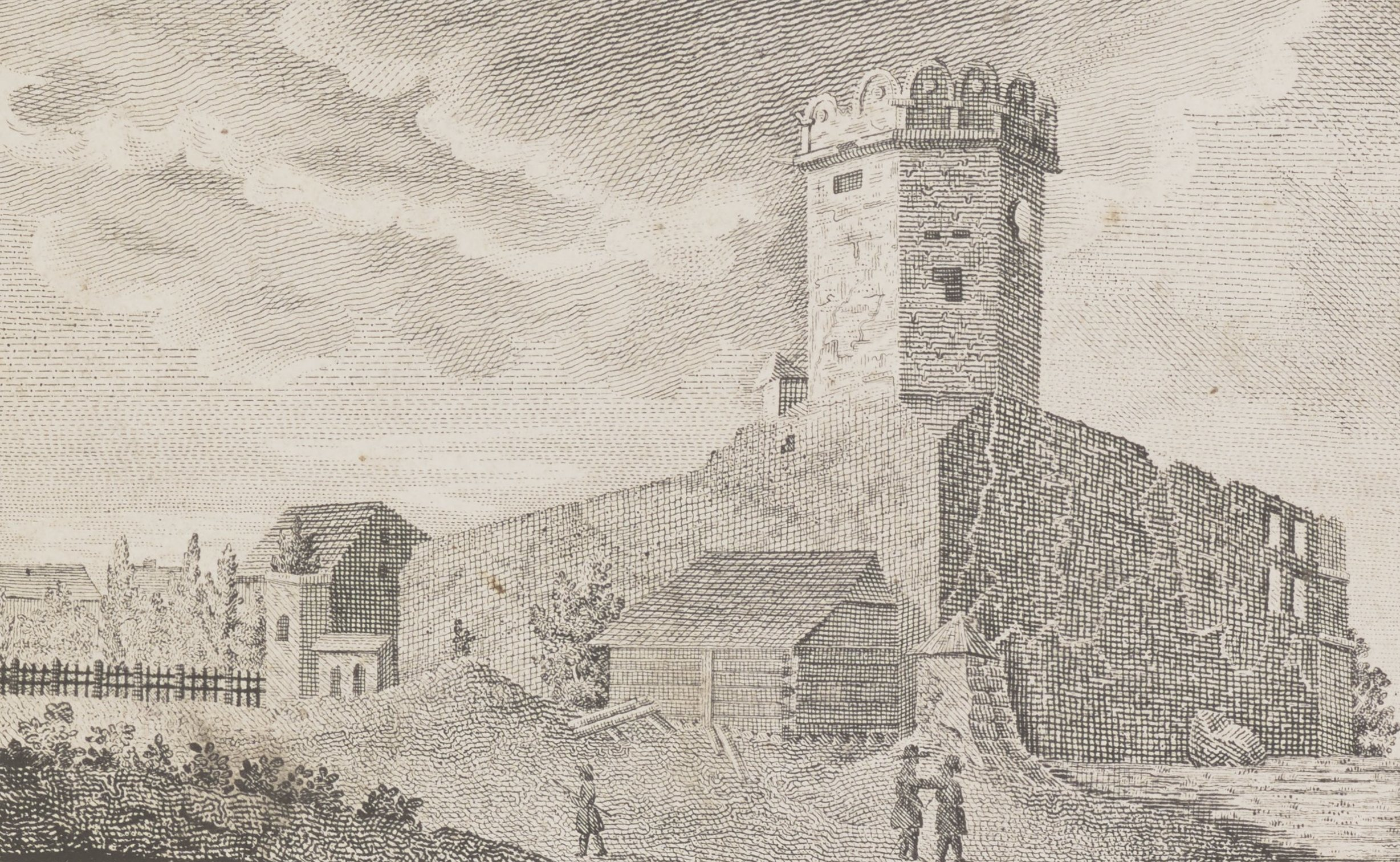
Ruiny zamku na grafice Seweryna Oleszczyńskiego z 1833

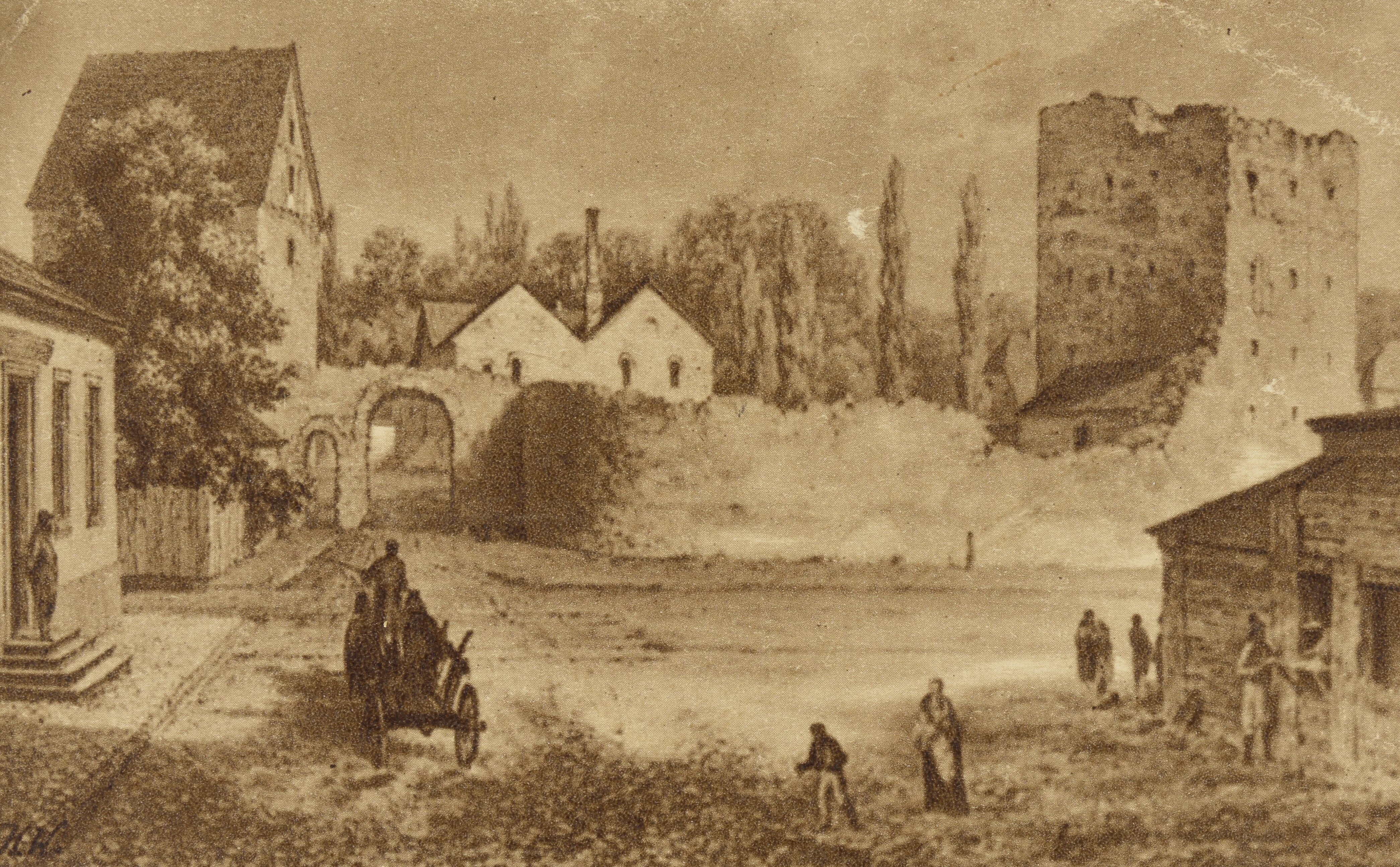
Rycina z II poł. XIX wieku według Napoleona Ordy

Zaraz po ukończeniu budowy, zamek pełnił rolę rezydencji królewskiej Kazimierza Wielkiego, pod nieobecność którego był siedzibą starosty łęczyckiego. W roku 1406 został spalony przez Krzyżaków, lecz po niedługim czasie udało się go odbudować, gdyż już w 1409 roku zjawił się tu sam Władysław Jagiełło, by wziąć udział w naradzie, na której podejmowano decyzje w związku ze zbliżającą się wielką wojną z zakonem krzyżackim (1409–1411). Sam król Jagiełło przebywał na tym zamku wielokrotnie. W 1410 po bitwie pod Grunwaldem więziono tu jeńców krzyżackich, oczekujących na dostarczenie okupu. W następnych latach czterokrotnie odbywały się tu sejmy (1420, 1448, 1454, 1462). Według przekazów, w tym miejscu Jagiełło przyjął husyckiego posła, ofiarującego mu koronę Czech. Zamek podczas Wojny trzynastoletniej z Krzyżakami pełnił rolę siedziby króla Kazimierza IV Jagiellończyka. W II poł. XV wieku w zamku wybuchł olbrzymi pożar, który zrujnował całą budowlę i w takim stanie została do lat 60. XVI wieku. Wówczas, w latach 1563-1565, podskarbi koronny, a zarazem starosta łęczycki, Jan Lutomirski, dokonał generalnego remontu przebudowując zamek gruntownie i wzniósł nowy dom mieszkalny zwany Domem Nowym. Koszt całego przedsięwzięcia wyniósł niemal 3000 florenów, które zostały pozyskane ze skarbca królewskiego. Kolejne klęski dotknęły warownię w pierwszej połowie XVII wieku, gdyż w tym czasie w mieście szalały pożary i zaraza. Ułatwiło to walczącego po stronie szwedzkiej generałowi Robertowi Douglasowi zdobycie zamku w czasie Potopu szwedzkiego, bronionego przez załogę pod dowództwem starosty Jakuba Olbrychta Szczawińskiego, w 1655 roku. W czasie działań wojennych zamek kilkakrotnie przechodził z rąk do rąk, ale ostatecznie 7 października 1656 roku odbiły go wojska polskie pod wodzą króla Jana Kazimierza. W 1705 roku podczas III wojny północnej zamek uległ uszkodzeniu. W 1769 r. zamek i miasto zdobył w walce z konfederatami barskimi rosyjski generał Iwan Drewicz.
Po III rozbiorze w latach 1794-1797 władze pruskie częściowo wykorzystały ruinę zamku, w związku z budową wokół murów miejskich nowych fortyfikacji bastionowych, które miały zabezpieczać od wschodu nowo zagarnięte terytoria. W tym okresie zbudowano na fundamentach Domu Wielkiego ceglany magazyn prochowy, który istnieje do dzisiaj. Po 1815 r. zamek przejęła Komisja Wojny Królestwa Polskiego i oddała Dyrekcji Inżynierów Wojska Polskiego. W "Domu Nowym" mieszkał kapitan inżynierów oraz znajdowały się magazyny, a w części zbudowanej na fundamentach Domu Wielkiego umieszczono laboratorium prochowe (stąd nazwa "prochownia"). W 1826 r. minister Oświecenia Publicznego i Wyznań Religijnych Królestwa, Grabowski, chciał przejąć zamek w celu budowy na jego miejscu szkoły, ale nie zgodziło się na to polskie wojsko. Od 1831 r. zamkiem zaczął dysponować  burmistrz Łęczycy, który rozbierał go na cegłę. Po 1834 r. zawalił się mur zamkowy od północy i częściowo od wschodu, część "domu nowego" i wieża bramna. W tym czasie okoliczni mieszkańcy wykorzystywali pozostałości zamku jako źródło materiałów budowlanych. W 1841 r. miasto stało się legalnie właścicielem zamku, jednak na skutek interwencji zarząd miejski musiał zaprzestać rozbiórki zamku. Po zakończeniu II wojny światowej, zamek stał się siedzibą hufca harcerskiego, a w 1964 roku, przystąpiono do jego częściowej odbudowy, wznosząc tzw. Dom Nowy (dzisiejszą siedzibę Muzeum) i częściowo rekonstruując zniszczone fragmenty budowli.